# سلامبوري 93': لم شمل الأساطير
سلامبوري 93': لم شمل الأساطير كان أول أحداث سلامبوري لمصارعة المحترفين وهو من نوع الدفع مقابل المشاهدة وقد انتجته منظمة ورلد تشامبيونشيب ريسلينغ (دبليو سي دبليو). عُقد الحدث في 23 مايو 1993 في مدرج أومني في أتلانتا بجورجيا.

## الوقائع المنظورة
ضم الحدث مصارعين ذوو خصومات ومحاور قصة سابقة. لعب المصارعون الأشرار والأبطال أو الشخصيات الأقل تميزًا في الأحداث النصية أدورًا تسببت في التوتر وتوجت بمباراة مصارعة أو سلسلة من المباريات.

## الأمسية
في هذا الحدث، تم إدخال لو تيز، والسيد ريسلينغ الثاني، وفيرن جانيه، وإدي غراهام في قاعة مشاهير دبليو سي دبليو. بالإضافة إلى ذلك، كُرم كل من: أول أندرسون، وذا أساسين، وأوكس بيكر، وريد باستين، ولورد جيمس بليرس، وذا كراشر، وذا فابيولس موولاه، وجريج جانيه، وبوب غايغل، وستو هارت، وماغنوم تي إيه، وباغسي مكغراو، ودون أوين، وداستي رودز، وغريزلي سميث، وجون تولوس وماد دوج فاشون وجوني فالنتاين خلال «حفل الأساطير».
شهد هذا الحدث أيضًا إعادة تكوين «الفرسان الأربعة» حيث تكون الآن من ريك فلير، وأرن أندرسون، وأول أندرسون، والعضو الجديد بول روما. في العام 2014، تمت إتاحة جميع أحداث الدفع مقابل المشاهدة التابعة لدبليو سي دبليو على شبكة دبليو دبليو إي.
شهد الحدث عودة سد فيشوس إلى دبليو سي دبليو، بعد فترة قصيرة في وورلد ريسلينغ فيدرايشن.
خضعت بطاقة المباريات لعدة تغييرات، حيث حل براد أرمسترونغ محل والده ببوب أرمسترونغ في مباراة فريق تبادل الأساطير وحل ذا بريسونير محل سكوت نورتن في مباراة المكافأة مع ستينغ. وفي مباراة قفص فولاذية على بطولة فريق التبادل الثنائي العالمي إن دبليو إيه / دبليو سي دبليو حل توم زينك مكان شاين دوغلاس كشريك ريكي ستيمبوت في فريق دوس أومبريس المقنع ومع ذلك تظاهر المعلقون طوال المباراة بأن شريك ستيمبوت كان دوغلاس.

## النتائج
| الرقم                                         | المباراة                                                                                             | الشرط | الوقت |
| --------------------------------------------- | --- | --- | ----- |
| 1                                             | 2 كولد سكوربيو وماركوس باغويل هزما بوبي إيتون كريس بنوا                                              | مباراة فريق تبادل | 09:22 |
| 2                                             | سد فيشوس (مع روبرت باركر) هزم فان هامر                                                               | مباراة فردية | 00:35 |
| 3                                             | ديك مردوخ، ودون موراكو وجيمي سنوكا صارعوا واهو مكدانيل، وبلاكجاك موليجان وجيم برونزيل إلى عدم مسابقة | مباراة فريق تبادل | 09:06 |
| 4                                             | ثندر باترسون وبراد أرمسترونغ هزما إيفان كولوف وبارون فون راشكي                                       | مباراة فريق تبادل | 04:39 |
| 5                                             | انتهت مباراة مصارعة دوري فونك الابن (مع جين كينيسكي) ضد نيك (مع فيرن جانيه) بالتعادل الزمني          | مباراة فردية | 15:00 |
| 6                                             | ريك رود وبول أورندورف هزما داستن رودس وكينسوكي ساساكي                                                | مباراة فريق تبادل | 09:25 |
| 7                                             | ستينغ هزم ذا بريسونير                                                                                | مباراة فردية | 05:16 |
| 8                                             | هوليود بلوندز (براين بيلمان وستيف أوستن) (ب) هزما دوس هومبرس (ريكي ستيمبوت وتوم زينك)                | مباراة قفص فولاذي لبطولة فريق التبادل الثنائي العالمي إن دبليو إيه وبطولة فريق التبادل الثنائي العالمية دبليو سي دبليو | 16:08 |
| 9                                             | باري ويندهام (ب) هزم أرن أندرسون                                                                     | مباراة فردية لبطولة الوزن الثقيل العالمية إن دبليو إيه                                                                 | 10:55 |
| 10                                            | ديفي بوي سميث هزم بيغ فان فيدر (ب) من خلال استبعاده                                                  | مباراة فردية لبطولة بطولة الوزن الثقيل العالمية دبليو سي دبليو                                                         | 16:16 |
| - (ب) - يشير إلى البطل (الأبطال) قبل المباراة | | |       |

## مواهب أخرى ظهرت على الشاشة
معلقون
- توني شيفاني
- لاري زابيسكو
- جوني فالنتاين (لمباراة دوري فونك الابن ونيك بوكوينكل فقط)

مذيع
- إريك بيشوف
- ميسي حياة

مضيف قاعة مشاهير
- جوردون سولي

حكام
- نيك باتريك
- مايك أدكنز
- راندي أندرسون

مذيع الحلبة
- غاري مايكل كابيتا

## روابط خارجية
- سلامبوري 93': لم شمل الأساطير على موقع IMDb (الإنجليزية)
- سلامبوري 93': لم شمل الأساطير على موقع قاعدة بيانات الفيلم (الإنجليزية)
- سلامبوري 93': لم شمل الأساطير على موقع كينوبويسك (الروسية)